# Astragalus taochius
Astragalus taochius là một loài thực vật có hoa trong họ Đậu. Loài này được Woronov miêu tả khoa học đầu tiên năm 1924.